# GEOSAT-2
GEOSAT-2 (перейменований колишній Deimos-2) — іспанський супутник дистанційного зондування Землі, створений для Elecnor Deimos за угодою з Satrec Initiative, компанією з виробництва супутників у Південній Кореї.
Систему спостереження за Землею розробила фірма Елекнор Деймос, яка керувала інженерією, наземним сегментом, інтеграцією, випробуваннями, контрактом на запуск та LEOP у співпраці з Satrec Initiative, яка надала платформу та корисне навантаження. Платформа базується на DubaiSat-2, запущеному в 2013 році, з більшим акумулятором, який розрахований на роботу щонайменше 7 років. Супутник був придбаний Urthecast у 2015 році разом з Deimos-1 і Deimos Imaging, підрозділом Elecnor Deimos, який відповідав за роботу обох супутників.
Зараз Deimos-2 є власністю компанії Deimos Imaging, яка керує ним і комерціалізує його дані. Запускався ракетою Дніпро.
Супутник працює на сонячно-синхронній орбіті з середньою висотою 620 км з місцевим часом висхідного вузла (LTAN) 10 годин 30 хвилин, що дозволяє отримувати дані з частотою середнього часу повторного відвідування два дні по всьому світу (один день у середніх широтах).